# Історичні пам'ятки української Стародубщини і Брянщини
Стародубщина — історична українська земля. В добу Київської Русі знаходилася у складі Чернігівського та Новгород-Сіверського князівства. В добу Гетьманщини територія Стародубського полка. У ХІХ ст. частина Чернігівської губернії. З 1919-го року в складі Росії, зараз Брянської області. Чільне місто краю — Стародуб.

## Архітектурні пам’ятки Стародубщини
Церква Різдва Богородиці у селі Старий Ропськ Климівського району. Найстаріша з існуючих дерев’яних церков на Стародубщині. Побудована за гетьманування Івана Мазепи. «Невідомі сільські майстри поєднали в формах церкви Різдва Богородиці елементи народної полісько-сіверської архітектури з елементами загальноукраїнського козацького бароко. В результаті виник чудовий храм, пам’ятник невмирущості українського козацького духу на Стародубщині».

Козацька церква у Старому Ропську.
Церква часів гетьмана Мазепи.

Церква Миколи Чудотворця у селі Новий Ропськ Климівського району. Збудована гетьманом Данилом Апостолом за власний кошт у 1732-му році, про що промовляє й тогочасний напис на внутрішній стороні одвірка головного входу. Церква розташована у центрі села та домінує в його забудові. Стіни рубані з соснових колод і обшиті тесом, цоколь із цегли. Збудована ця церква саме у народних традиціях всієї України, та нагадує своїм виглядом ті церкви, що були збудовані у Галичині, в українських Карпатах, майже за тисячу кілометрів від Стародубщини, іншими майстрами, котрі нічого не знали про існування своїх побратимів на Сіверщині, але будували саме так, як і вони, зберігши таким чином у своїй пам’яті загальноукраїнські культурні здобутки.

Церква гетьмана Апостола у Новому Ропську.
Церква у селі Кривка Львівської області.

Полковий собор Різдва Христового у Стародубі. Головний храм Стародубського полку. Побудований 1677-го року на місці знищеної пожежею дерев’яної церкви часів Речі Посполитої. Новий камінний собор, у стилі українського бароко, має в собі риси підкреслено урочистої та монументальної архітектури. Тридольний, з майстерною обробкою мурів, собор є вельми своєрідним та позбавленим канонічності. Його будівельники відійшли від пануючої тоді в Україні схеми - розміщення під спільним дахом з банею центрального залу. Вони надали всім частинам будівлі різну форму. Притвор зробили чотирикутним, вівтар - п'ятикутним, а головний зал - у вигляді неправильного восьмикутника. Всі три об'єми покрито самостійними куполами, зал більшим з трьох. Вийшла оригінальна об'ємна побудова. Вільне розташування і неоднакові розміри вікон на фасадах свідчать про вплив давньоукраїнської архітектури часів Київської Русі. Центральний, найбільший об'єм облямований у верхній частині широким нарядним фризом з рельєфним карнизом на городчатих плоских кронштейнах, прикрашених рядами "поребрика". Нижче поребрика поле фриза зайняте декоративними закомарами - напівкруглими нішами, які живо нагадують про закомарне склепінчасте покриття часів Київської Русі. Ледве видна кривина ліній робить будівлю скульптурно пластичною. Стриманий візерунок декору, дрібний рельєф деталей, невеликі отвори вікон і дверей на фоні масивних мурів, крупні форми куполів і завершень додають монолітність, потужність і урочисту велич. Після ліквідації Гетьманщини собор був перебудований російськими майстрами, і втратив свої виразні українські риси. В роки більшовизму храм перетворено на склад для колгоспної картоплі, що і врятувало його від знищення. Стародубці називають собор Козацьким, або Старим.

Головний собор Стародубського полку.
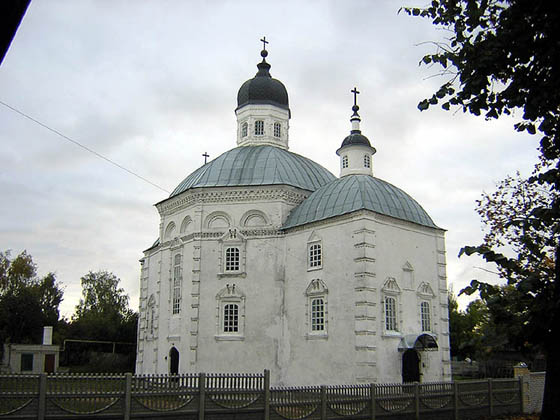
Полковий собор. Сучасний вигляд.
У радянському Стародубі. Ліворуч — зруйнований комуністами Новомиколаївський собор.

Храм Іоанна Предтечі у Стародубі. Збудований українським гетьманом, колишнім стародубським полковником Іваном Скоропадським 1720-го року. Прекрасний пам'ятник архітектури українського бароко. Близький за типом до полкової церкви Різдва Христова, цей храм відрізнявся складнішим живописним силуетом і нарядною пластикою фасадного декору. На стіні цього храму був зображений герб українського гетьмана - на прямокутному щиті три стріли, що перехрещуються, і букви по краях щита «І. С. Г. М.» (Іван Скоропадський, гетьман Малоросії). Знищений радянською владою у 50-х роках ХХ ст.

Церква гетьмана Скоропадського у Стародубі.
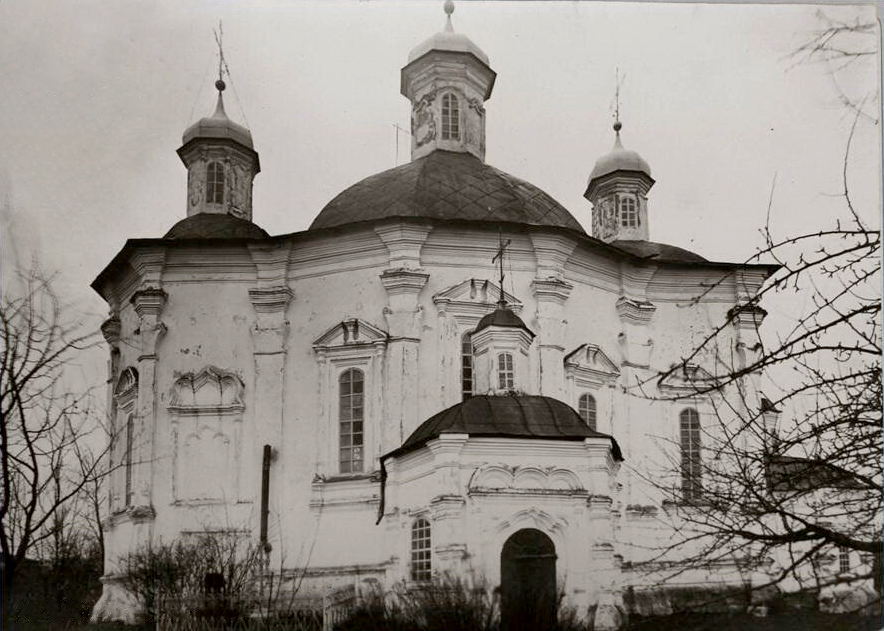
Зруйнована комуністами козацька Україна.

Преображенський собор у Стародубі. Цікава пам’ятка українського козацького бароко. Знищений радянською владою у 50-х роках ХХ ст.

Преображенський собор у Стародубі.

Богоявленська церква у Стародубі.  Розташована на Заріччі, за греблею, де вона яскраво домінує серед навколишньої одноповерхової забудови. Створена у 1770-1789 рр. Ярусний храм типа восьмерик на четверику, виконаний у традиціях українського бароко. У ХІХ ст. спаплюжена добудовою навколо типової дзвіниці, яка знищує первісний вигляд храму.

Церква Богоявлення у Стародубі.
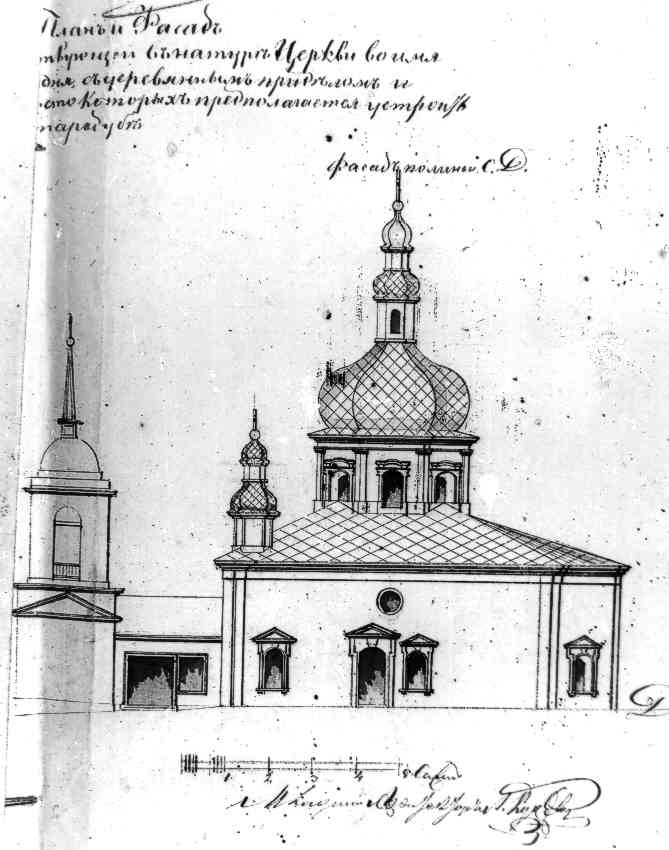
Богоявленська церква. Креслення ХІХ ст.

Воскресенський собор у Почепі. Збудований українським гетьманом Кирилом Розумовським у 1765-1771 рр. у власному володінні. Для побудови церкви було запрошено французького архітектора Валлєна Деламота. Разом із собором український архітектор Олексій Яновський, автор багатьох споруд у Києво-Печерській Лаврі, за проектом Валлєна Деламота будував і гетьманський палац із величезним парком. Палац разом із собором був прощальним гімном бароко, і одночасно вітальним гімном класицизму, що тільки-но починав зароджуватися на українській землі. Іконостас для храму виконав за проектом Бартоломео Растреллі український іконописець Григорій Стеценко, придворний художник гетьмана Розумовського. Іконостас собору у Почепі став вершиною творчості українського живописця. На жаль палац Розумовського, як і чудовий парк, у якому він був розташований, було повністю знищено під час Другої світової війни, і більше не відроджено ані радянською, ані сучасною російською владою. А от Воскресенський собор зберігся до наших днів. Він і зараз панує у живописній панорамі Почепа, і є одним з найзначніших архітектурних пам'ятників сучасної Стародубщини, справжньою перлиною цього краю.

Собор гетьмана Розумовського у Почепі.
Воскресенський собор у Почепі.
Почепська перспектива.

Успенська церква у селі Красний Ріг Почепського району. Побудована неподалік від Почепу, на правому низькому березі річки Ріжок, притоці річки Судості, гетьманом Кирилом Розумовським, який мав тут маєток, 1777-го року. На відміну від Воскресенського собору у Почепі, дерев’яна церква Успіння побудована у народному сіверському стилі, властивому для Стародубщини. Від самого маєтку Красний Ріг до гетьманського палацу у Почепі йшов рівний, як стріла, шлях, обсаджений пірамідальними тополями. Цей шлях від Успенської церкви до собору Воскресіння був символом і майбутнього шляху України – від народної традиції до загальноєвропейської демократії.

Церква гетьмана Розумовського у Красному Розі.
На в'їзді до Красного Рогу.

Михайлівська церква у селі Горяни Унецького району. Дерев’яна церква традиційного українського стилю. Побудована у XVIII ст.

Михайлівська церква у Горянах.

Церква Миколи Чудотворця у селі Старий Почеп Почепського району.  Цей храм, розташований у самому центрі села, був споруджений 1863-го року місцевими теслярами на засоби прихожан. Церкву пофарбовано у блакитний «небесний» колір, що притаманно багатьом українським поліським церквам – від Підляшшя на заході, до Стародубщини на сході. Церкву пошкоджено у роки більшовизму. Відновлено лише перший поверх.

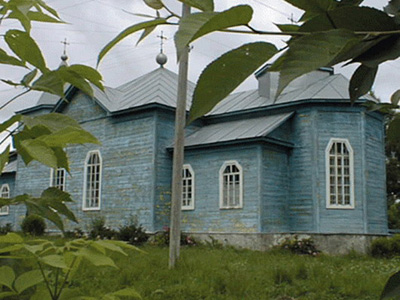
Церква Миколи Чудотворця у селі Старий Почеп.

Спасо-Преображенська церква у Новозибкові. Старообрядницький храм, збудований за українськими зразками. Дозвіл на вільне будівництво власних храмів старообрядці в Росії отримали тільки внаслідок революційних подій 1905-го року. Гроші на будівництво храму пожертвував один з найбагатших мешканців Новозибкова, купець-старообрядець Дмитро Кублицький. Храм споруджувався протягом трьох років, з 1911-го по 1914-й рік, за активною участю місцевих старообрядців, які своїми силами рубали в лісі смолисту сосну, звозили її до місця споруди, та самі й будували храм. Віри офіційним православним архітекторам старообрядці не давали, тому вирішили будувати свою церкву за тими зразками, які бачили перед очима, узявши за взірець саме стиль українського бароко. Таким чином Спасо-Преображенська церква є одним з найкращих зразків відтворення у дереві традицій української архітектури. Стіни храму рубані з цілих колод, без залишку, та обшиті тесом, і збудовані на цегляному цоколі. Загравання більшовиків зі старообрядницькою громадою, яку довгий час переслідував царський уряд, урятувало цю церкву від знищення та ушкодження в роки радянської влади.

Спасо-Преображенський храм у Новозибкові.
На вулицях міста.

Народна українська хата. Лісовий ландшафт Стародубщини сприяв створенню місцевими жителями свого житла саме з деревини. Але, як і в степовій Україні, стіни хат за традицією мазалися крейдою, або фарбувалися у білий колір, чим дуже відрізнялися від сусіднього житла росіян-старообрядців,  у якому відчувалися виразні східні мотиви. Віконниці та лиштва часто прикрашалися дерев’яним різьбленням. Верхівки хат давніше були солом’яні, а згодом замінилися на шиферне покриття.

Хата у Новозибкові.
Вулиця на Стародубщині.
Хатки-мазанки у селі Бересток Сівського району. 70-ті роки ХХ ст.
Старообрядницька хата у Злинці.

## Український стиль в архітектурних пам’ятках Брянщини
Троїцький собор у Трубчевську. Перший мурований храм на Північній Сіверщині. Почав будуватися наприкінці ХІІ ст., за трубчевського удільного князя «Буй-Тура» Всеволода, брата новгород-сіверського князя Ігоря, героя «Слова о полку Ігоревім». За зразок цього цегляного храму була узята церква Параскеви-П’ятниці у Чернігові. Собор у Трубчевську руйнується після монголо-татарської навали, на його підмурках у XVI ст. зводиться новий Троїцький собор.  В часи перебування Трубчевська у складі Речі Посполитої (1616-1644 рр.) храм перебудовано на католицький костьол. У підвалі собору з низькою склепінчастою стелею та круглим стовпом у центрі квадратного приміщення, у білих саркофагах з руським орнаментом, зберігаються останки трубчевських князів. Розташований храм-усипальниця на Соборній горі над Десною.

Усипальниця Трубчевських князів — Троїцький собор.

Свенський монастир у Брянську. Заснований Романом Старим, князем чернігівським і брянським, 1288-го року. Заселявся і забудовувався ченцями Києво-Печерської лаври, через що набув виразні риси української церковної архітектури. Зазнав великої руйнації за часів більшовизму.

Свенський монастир у Брянську.
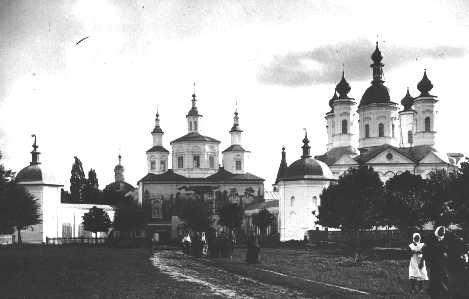
Свенський монастир. Початок ХХ ст.

Дзвіниця Троїцького монастиря у Сівську. В  XVIII ст. у Сівську розпочинається велике будівництво у Троїцькому жіночому монастирі, що був заснований ще у XVII столітті. У 1760-1761 рр. на місці старого дерев'яного храму зводиться двоповерховий Троїцький собор, виконаний в стилі українського бароко. Великий п'ятиярусний іконостас споруджено за зразком іконостасу Успенського собору Києво-Печерської Лаври. За ігумені Євпраксії (між 1782-м і 1790-м рр.) була споруджена кам'яна надбрамна дзвіниця зі Святими воротами внизу. Дзвіниця Троїцького монастиря є і зараз однією з пануючих домінант міста Сівська.  На жаль, сам собор Троїцького монастиря був перебудований у ХІХ ст. в псевдомосковському стилі. І лише дзвіниця монастиря (який став зараз чоловічим) зберегла первісні українські риси.

Дзвіниця Троїцького монастиря у Сівську.
Українська архітектура у центрі стародавнього Сівська.

## Інші пам’ятки та пам’ятники
Пам’ятник Бояну у Трубчевську. За місцевими переказами, легендарний поет-співець Київської Русі, герой  «Слова о полку Ігоревім», народився саме у Трубчевську (в межах міста є урочище Боян). 1975-го року, з нагоди святкування 1000-річчя Трубчевська, в міському парку був збудований меморіальний комплекс, центральною частиною якого став пам’ятник Бояну (скульптор Кобилинець). Цей меморіал нагадує мешканцям і гостям Трубчевська про історичний зв’язок цього міста з Києвом  та  Сіверською землею.

Пам'ятник Бояну у Трубчевську.
Меморіал на честь 1000-річчя Трубчевська.
Легендарний Боян.

Меморіал полковнику Миклашевському у Новозибкові. Наказ про заснування слободи Зибкої (майбутнього міста Новозибкова) був зафіксований в Універсалі стародубського полковника Михайла Миклашевського від 12 (23) вересня 1701-го року:
|  | «В сотні Топальській на урочищі Зибкій, межи Тростаню й іншими сільцями поміжними найдуючимися над річкою Корною, у вершині, на діброві, знов слобідку, до ласки військової, осадити людьми». |

1996-го року, на честь 295-річчя заснування Новозибкова, поблизу залізничного вокзалу міста було встановлено пам’ятну стелу з текстом цього Універсалу стародубського полковника, соратника гетьмана Івана Мазепи. 2005-го року, на гроші мецената Олега Олійника, поруч зі стелою встановлена колона з «ангелом миру» на верхівці, яка своїм виглядом дещо нагадує зменшену копію Монумента Незалежності на київському Майдані.

Пам’ятний знак на честь полковника Миклашевського у Новозибкові.
«Ангел миру» на «новозибківському Майдані».

«Українська» стела у Новозибкові. У радянські часи, на центральній площі Новозибкова, поруч із будинком райкому КПРС, було споруджено велику стелу, на якій містилися портрети «героїв комуністичної праці». Після серпневої революції 1991-го року в Росії, ці портрети було знято, а замість них стелу прикрасили великим написом з головними датами з історії міста. Перший рядок цього тексту був такий:
|  | «З XVIII століття по 1919-й рік Новозибківський край знаходився у складі України» |

.
Зрозуміло, що через кілька років цей напис сучасною російською владою був знищений. Замість цього стела була розмальована в кольори російського прапора, а «українофільський» напис зберігся лише на світлинах.

Центральна площа Новозибкова.
«Українофільська» стела у Новозибкові. 90-ті рр. ХХ ст.
Текст на стелі.